# 選抜高等学校野球大会 (香川県勢)
選抜高等学校野球大会における香川県勢の成績について記す。

## 大会結果
| 大会（年度）         | 選出校                          | 試合結果 | 試合結果                        | 成績     |
| -------------------- | ------------------------------- | -------- | ------------------------------- | -------- |
| 第1回大会（1924年）  | 高松商（初出場）                | 1回戦    | ○ 7x - 6 和歌山中               | 優勝     |
| 第1回大会（1924年）  | 高松商（初出場）                | 準決勝   | ○ 7 - 1 愛知一中                | 優勝     |
| 第1回大会（1924年）  | 高松商（初出場）                | 決勝     | ○ 2 - 0 早稲田実                | 優勝     |
| 第2回大会（1925年）  | 高松商（2年連続2回目）          | 1回戦    | ○ 15 - 0 市岡中                 | 準優勝   |
| 第2回大会（1925年）  | 高松商（2年連続2回目）          | 準々決勝 | ○ 5 - 3 和歌山中                | 準優勝   |
| 第2回大会（1925年）  | 高松商（2年連続2回目）          | 準決勝   | ○ 3 - 1 愛知一中                | 準優勝   |
| 第2回大会（1925年）  | 高松商（2年連続2回目）          | 決勝     | ● 2 - 3 松山商                  | 準優勝   |
| 第3回大会（1926年）  | 高松商（3年連続3回目）          | 1回戦    | ○ 8 - 1 八尾中                  | ベスト8  |
| 第3回大会（1926年）  | 高松商（3年連続3回目）          | 準々決勝 | ● 2 - 5x 松本商（延長12回）     | ベスト8  |
| 第4回大会（1927年）  | 高松商（4年連続4回目）          | 1回戦    | ● 3 - 5 松本商                  | 初戦敗退 |
| 第5回大会（1928年）  | 高松商（5年連続5回目）          | 1回戦    | ○ 2 - 0 市岡中                  | ベスト4  |
| 第5回大会（1928年）  | 高松商（5年連続5回目）          | 準々決勝 | ○ 2 - 0 愛知商                  | ベスト4  |
| 第5回大会（1928年）  | 高松商（5年連続5回目）          | 準決勝   | ● 2 - 4 関西学院中              | ベスト4  |
| 第5回大会（1928年）  | 高松中（初出場）                | 1回戦    | ● 1 - 7 松本商                  | 初戦敗退 |
| 第6回大会（1929年）  | 高松商（6年連続6回目）          | 1回戦    | ○ 6 - 1 関西学院中              | ベスト8  |
| 第6回大会（1929年）  | 高松商（6年連続6回目）          | 準々決勝 | ● 2 - 5 愛知一中                | ベスト8  |
| 第7回大会（1930年）  | 高松中（2年ぶり2回目）          | 1回戦    | ○ 7 - 1 松本商                  | ベスト8  |
| 第7回大会（1930年）  | 高松中（2年ぶり2回目）          | 準々決勝 | ● 0 - 5 第一神港商              | ベスト8  |
| 第8回大会（1931年）  | 坂出商（初出場）                | 2回戦    | ● 0 - 4 広島商                  | 初戦敗退 |
| 第9回大会（1932年）  | 坂出商（2年連続2回目）          | 1回戦    | ○ 4 - 1 広島商                  | 2回戦    |
| 第9回大会（1932年）  | 坂出商（2年連続2回目）          | 2回戦    | ● 2 - 3x 中京商（延長10回）     | 2回戦    |
| 第10回大会（1933年） | 高松商（4年ぶり7回目）          | 1回戦    | ○ 6 - 4 台北一中（延長10回）    | 2回戦    |
| 第10回大会（1933年） | 高松商（4年ぶり7回目）          | 2回戦    | ● 0 - 11 享栄商                 | 2回戦    |
| 第10回大会（1933年） | 高松中（3年ぶり3回目）          | 1回戦    | ● 5 - 8 海南中                  | 初戦敗退 |
| 第11回大会（1934年） | 坂出商（2年ぶり3回目）          | 1回戦    | ● 2 - 10 中京商                 | 初戦敗退 |
| 第14回大会（1937年） | 丸亀商（初出場）                | 1回戦    | ● 4 - 8 東邦商                  | 初戦敗退 |
| 第16回大会（1939年） | 高松商（3年ぶり8回目）          | 2回戦    | ● 3 - 5 平安中                  | 初戦敗退 |
| 第17回大会（1940年） | 高松商（2年連続9回目）          | 1回戦    | ○ 2 - 1 海南中                  | ベスト8  |
| 第17回大会（1940年） | 高松商（2年連続9回目）          | 2回戦    | ○ 3 - 2 愛知商                  | ベスト8  |
| 第17回大会（1940年） | 高松商（2年連続9回目）          | 準々決勝 | ● 0 - 8 東邦商                  | ベスト8  |
| 第18回大会（1941年） | 志度商（初出場）                | 1回戦    | ● 0 - 3 日新商                  | 初戦敗退 |
| 第21回大会（1949年） | 高松一（初出場）                | 1回戦    | ○ 9 - 3 関西                    | ベスト8  |
| 第21回大会（1949年） | 高松一（初出場）                | 準々決勝 | ● 0 - 4 小倉                    | ベスト8  |
| 第27回大会（1955年） | 高松商（15年ぶり10回目）        | 1回戦    | ● 3 - 5 若狭                    | 初戦敗退 |
| 第28回大会（1956年） | 高松商（2年連続11回目）         | 1回戦    | ● 2 - 5 浜松商                  | 初戦敗退 |
| 第29回大会（1957年） | 高松商（3年連続12回目）         | 1回戦    | ○ 3 - 0 愛知商                  | ベスト8  |
| 第29回大会（1957年） | 高松商（3年連続12回目）         | 2回戦    | ○ 6 - 0 甲府工                  | ベスト8  |
| 第29回大会（1957年） | 高松商（3年連続12回目）         | 準々決勝 | ● 0 - 4 倉敷工                  | ベスト8  |
| 第30回大会（1958年） | 坂出商（24年ぶり4回目）         | 1回戦    | ○ 4 - 3 興国商（延長15回）      | 2回戦    |
| 第30回大会（1958年） | 坂出商（24年ぶり4回目）         | 2回戦    | ● 1 - 5 明治                    | 2回戦    |
| 第31回大会（1959年） | 高松商（2年ぶり13回目）         | 2回戦    | ○ 2 - 1 天理（延長11回）        | ベスト8  |
| 第31回大会（1959年） | 高松商（2年ぶり13回目）         | 準々決勝 | ● 0 - 1x 長崎南山（延長12回）   | ベスト8  |
| 第32回大会（1960年） | 高松商（2年連続14回目）         | 2回戦    | ○ 4 - 1 平安                    | 優勝     |
| 第32回大会（1960年） | 高松商（2年連続14回目）         | 準々決勝 | ○ 2 - 0 滝川                    | 優勝     |
| 第32回大会（1960年） | 高松商（2年連続14回目）         | 準決勝   | ○ 2 - 0 北海                    | 優勝     |
| 第32回大会（1960年） | 高松商（2年連続14回目）         | 決勝     | ○ 2x - 1 米子東                 | 優勝     |
| 第33回大会（1961年） | 高松商（3年連続15回目）         | 2回戦    | ○ 2 - 0 作新学院                | 準優勝   |
| 第33回大会（1961年） | 高松商（3年連続15回目）         | 準々決勝 | ○ 4 - 1 東邦                    | 準優勝   |
| 第33回大会（1961年） | 高松商（3年連続15回目）         | 準決勝   | ○ 4 - 1 米子東                  | 準優勝   |
| 第33回大会（1961年） | 高松商（3年連続15回目）         | 決勝     | ● 0 - 4 法政二                  | 準優勝   |
| 第35回大会（1963年） | 丸亀商（26年ぶり2回目）         | 1回戦    | ○ 3x - 2 南部（延長11回）       | 2回戦    |
| 第35回大会（1963年） | 丸亀商（26年ぶり2回目）         | 2回戦    | ● 1 - 4 呉港                    | 2回戦    |
| 第35回大会（1963年） | 高松商（2年ぶり16回目）         | 2回戦    | ● 1 - 9 市神港                  | 初戦敗退 |
| 第37回大会（1965年） | 高松商（2年連続17回目）         | 2回戦    | ○ 4 - 0 米子東                  | ベスト4  |
| 第37回大会（1965年） | 高松商（2年連続17回目）         | 準々決勝 | ○ 5 - 2 PL学園                  | ベスト4  |
| 第37回大会（1965年） | 高松商（2年連続17回目）         | 準決勝   | ● 1 - 3 市和歌山商              | ベスト4  |
| 第41回大会（1969年） | 丸亀商（6年ぶり3回目）          | 1回戦    | ○ 9 - 4 大田                    | 2回戦    |
| 第41回大会（1969年） | 丸亀商（6年ぶり3回目）          | 2回戦    | ● 3 - 4x 尼崎西（延長12回）     | 2回戦    |
| 第42回大会（1970年） | 高松商（5年ぶり18回目）         | 1回戦    | ● 1 - 2 富山商（延長12回）      | 初戦敗退 |
| 第43回大会（1971年） | 坂出商（13年ぶり5回目）         | 1回戦    | ○ 4 - 3 浜田                    | ベスト4  |
| 第43回大会（1971年） | 坂出商（13年ぶり5回目）         | 2回戦    | ○ 1 - 0 徳島商                  | ベスト4  |
| 第43回大会（1971年） | 坂出商（13年ぶり5回目）         | 準々決勝 | ○ 1 - 0 近大付（延長13回）      | ベスト4  |
| 第43回大会（1971年） | 坂出商（13年ぶり5回目）         | 準決勝   | ● 0 - 2 日大三                  | ベスト4  |
| 第45回大会（1973年） | 高松商（3年ぶり19回目）         | 1回戦    | ○ 2 - 0 向陽                    | 2回戦    |
| 第45回大会（1973年） | 高松商（3年ぶり19回目）         | 2回戦    | ● 1 - 5 鳴門工                  | 2回戦    |
| 第47回大会（1975年） | 志度商（34年ぶり2回目）         | 1回戦    | ● 1 - 8 広島工                  | 初戦敗退 |
| 第48回大会（1976年） | 高松商（3年ぶり20回目）         | 1回戦    | ● 8 - 11 崇徳                   | 初戦敗退 |
| 第49回大会（1977年） | 丸亀商（8年ぶり4回目）          | 1回戦    | ○ 4 - 1 北海道日大              | ベスト8  |
| 第49回大会（1977年） | 丸亀商（8年ぶり4回目）          | 2回戦    | ○ 6 - 2 東北                    | ベスト8  |
| 第49回大会（1977年） | 丸亀商（8年ぶり4回目）          | 準々決勝 | ● 1 - 2x 岡山南（延長14回）     | ベスト8  |
| 第50回大会（1978年） | 高松商（2年ぶり21回目）         | 1回戦    | ○ 3 - 0 浪商                    | 2回戦    |
| 第50回大会（1978年） | 高松商（2年ぶり21回目）         | 2回戦    | ● 3 - 5 東北                    | 2回戦    |
| 第51回大会（1979年） | 高松商（2年連続22回目）         | 1回戦    | ○ 8 - 0 府中東                  | 2回戦    |
| 第51回大会（1979年） | 高松商（2年連続22回目）         | 2回戦    | ● 4 - 7 倉吉北                  | 2回戦    |
| 第52回大会（1980年） | 丸亀商（3年ぶり5回目）          | 1回戦    | ○ 6 - 1 瀬田工                  | ベスト4  |
| 第52回大会（1980年） | 丸亀商（3年ぶり5回目）          | 2回戦    | ○ 6 - 5 滝川（延長12回）        | ベスト4  |
| 第52回大会（1980年） | 丸亀商（3年ぶり5回目）          | 準々決勝 | ○ 6 - 5 東北                    | ベスト4  |
| 第52回大会（1980年） | 丸亀商（3年ぶり5回目）          | 準決勝   | ● 1 - 2x 帝京（延長12回）       | ベスト4  |
| 第53回大会（1981年） | 高松商（2年ぶり23回目）         | 1回戦    | ○ 3x - 2 北海道日大             | ベスト8  |
| 第53回大会（1981年） | 高松商（2年ぶり23回目）         | 2回戦    | ○ 4 - 1 尾道商                  | ベスト8  |
| 第53回大会（1981年） | 高松商（2年ぶり23回目）         | 準々決勝 | ● 1 - 2 倉吉北                  | ベスト8  |
| 第53回大会（1981年） | 丸亀商（2年連続6回目）          | 1回戦    | ● 0 - 3 秋田経大付              | 初戦敗退 |
| 第54回大会（1982年） | 丸亀商（3年連続7回目）          | 1回戦    | ● 5 - 10 浜田                   | 初戦敗退 |
| 第55回大会（1983年） | 尽誠学園（初出場）              | 1回戦    | ● 3 - 5 岐阜第一                | 初戦敗退 |
| 第56回大会（1984年） | 丸亀商（2年ぶり8回目）          | 1回戦    | ● 5 - 8 愛工大名電              | 初戦敗退 |
| 第58回大会（1986年） | 高松西（初出場）                | 1回戦    | ● 2 - 3 秋田                    | 初戦敗退 |
| 第59回大会（1987年） | 丸亀商（2年ぶり9回目）          | 1回戦    | ● 0 - 4 八戸工大一              | 初戦敗退 |
| 第61回大会（1989年） | 尽誠学園（6年ぶり2回目）        | 1回戦    | ● 0 - 1 広島工（延長10回）      | 初戦敗退 |
| 第62回大会（1990年） | 高松商（9年ぶり24回目）         | 1回戦    | ○ 4 - 1 鳥取西                  | ベスト8  |
| 第62回大会（1990年） | 高松商（9年ぶり24回目）         | 2回戦    | ○ 8 - 2 天理                    | ベスト8  |
| 第62回大会（1990年） | 高松商（9年ぶり24回目）         | 準々決勝 | ● 0 - 4 新田                    | ベスト8  |
| 第63回大会（1991年） | 尽誠学園（2年ぶり3回目）        | 1回戦    | ● 3 - 10 春日部共栄             | 初戦敗退 |
| 第63回大会（1991年） | 坂出商（20年ぶり6回目）         | 1回戦    | ○ 2 - 1 東海大甲府              | ベスト8  |
| 第63回大会（1991年） | 坂出商（20年ぶり6回目）         | 2回戦    | ○ 7 - 4 大野                    | ベスト8  |
| 第63回大会（1991年） | 坂出商（20年ぶり6回目）         | 準々決勝 | ● 1 - 8 国士舘                  | ベスト8  |
| 第64回大会（1992年） | 坂出商（2年連続7回目）          | 1回戦    | ● 0 - 3 広島商                  | 初戦敗退 |
| 第66回大会（1994年） | 尽誠学園（2年ぶり4回目）        | 1回戦    | ● 4 - 10 日大三                 | 初戦敗退 |
| 第67回大会（1995年） | 観音寺中央（初出場）            | 1回戦    | ○ 4 - 2 藤蔭                    | 優勝     |
| 第67回大会（1995年） | 観音寺中央（初出場）            | 2回戦    | ○ 6 - 0 東海大相模              | 優勝     |
| 第67回大会（1995年） | 観音寺中央（初出場）            | 準々決勝 | ○ 6 - 4 星稜                    | 優勝     |
| 第67回大会（1995年） | 観音寺中央（初出場）            | 準決勝   | ○ 13 - 6 関西                   | 優勝     |
| 第67回大会（1995年） | 観音寺中央（初出場）            | 決勝     | ○ 4 - 0 銚子商                  | 優勝     |
| 第68回大会（1996年） | 高松商（6年ぶり25回目）         | 1回戦    | ● 2 - 4 国士舘                  | 初戦敗退 |
| 第72回大会（2000年） | 丸亀（初出場）                  | 1回戦    | ● 8 - 20 智弁和歌山             | 初戦敗退 |
| 第73回大会（2001年） | 尽誠学園（7年ぶり5回目）        | 2回戦    | ○ 14 - 1 鳥栖                   | ベスト8  |
| 第73回大会（2001年） | 尽誠学園（7年ぶり5回目）        | 3回戦    | ○ 3 - 1 関西                    | ベスト8  |
| 第73回大会（2001年） | 尽誠学園（7年ぶり5回目）        | 準々決勝 | ● 4 - 5x 関西創価（延長11回）   | ベスト8  |
| 第74回大会（2002年） | 尽誠学園（2年連続6回目）        | 1回戦    | ○ 12 - 7 水戸短大付             | ベスト8  |
| 第74回大会（2002年） | 尽誠学園（2年連続6回目）        | 2回戦    | ○ 4 - 2 新湊                    | ベスト8  |
| 第74回大会（2002年） | 尽誠学園（2年連続6回目）        | 準々決勝 | ● 1 - 10 関西                   | ベスト8  |
| 第77回大会（2005年） | 高松（21世紀枠・72年ぶり4回目） | 1回戦    | ● 2 - 6 宇部商                  | 初戦敗退 |
| 第77回大会（2005年） | 三本松（希望枠・初出場）        | 1回戦    | ● 3 - 8 東海大相模              | 初戦敗退 |
| 第83回大会（2011年） | 香川西（初出場）                | 1回戦    | ● 1 - 8 日本文理                | 初戦敗退 |
| 第87回大会（2015年） | 英明（初出場）                  | 1回戦    | ● 1 - 4 大曲工                  | 初戦敗退 |
| 第88回大会（2016年） | 高松商（20年ぶり26回目）        | 1回戦    | ○ 7x - 6 いなべ総合（延長10回） | 準優勝   |
| 第88回大会（2016年） | 高松商（20年ぶり26回目）        | 2回戦    | ○ 5 - 1 創志学園                | 準優勝   |
| 第88回大会（2016年） | 高松商（20年ぶり26回目）        | 準々決勝 | ○ 17 - 8 海星                   | 準優勝   |
| 第88回大会（2016年） | 高松商（20年ぶり26回目）        | 準決勝   | ○ 4 - 2 秀岳館（延長11回）      | 準優勝   |
| 第88回大会（2016年） | 高松商（20年ぶり26回目）        | 決勝     | ● 1 - 2x 智弁学園（延長11回）   | 準優勝   |
| 第88回大会（2016年） | 小豆島（21世紀枠・初出場）      | 1回戦    | ● 1 - 2 釜石                    | 初戦敗退 |
| 第90回大会（2018年） | 英明（3年ぶり2回目）            | 1回戦    | ● 2 - 3 国学院栃木              | 初戦敗退 |
| 第91回大会（2019年） | 高松商（3年ぶり27回目）         | 1回戦    | ○ 8 - 0 春日部共栄              | 2回戦    |
| 第91回大会（2019年） | 高松商（3年ぶり27回目）         | 2回戦    | ● 2 - 6 市和歌山                | 2回戦    |
| 第92回大会（2020年） | 尽誠学園（18年ぶり7回目）       | 交流試合 | ○ 8 - 1 智弁和歌山              | （中止） |
| 第95回大会（2023年） | 英明（5年ぶり3回目）            | 2回戦    | ○ 3 - 2 智弁和歌山              | 3回戦    |
| 第95回大会（2023年） | 英明（5年ぶり3回目）            | 3回戦    | ● 8 - 9 作新学院                | 3回戦    |
| 第95回大会（2023年） | 高松商（4年ぶり28回目）         | 2回戦    | ● 3 - 6 東邦                    | 初戦敗退 |
| 第97回大会（2025年） | 高松商（2年ぶり29回目）         | 1回戦    | ● 2 - 8 早稲田実                | 初戦敗退 |

## 通算成績
| 出場 | 試合 | 勝利 | 敗戦 | 引分 | 勝率 | 優勝 | 準優勝 | ベスト4 | ベスト8 |
| ---- | ---- | ---- | ---- | ---- | ---- | ---- | ------ | ------- | ------- |
| 68   | 127  | 63   | 64   | 0    | .496 | 3    | 3      | 4       | 13      |

## 学校別成績
| 校名       | 出場 | 直近出場 | 勝敗     | 最高成績 | 前身校     |
| ---------- | ---- | -------- | -------- | -------- | ---------- |
| 高松商     | 29回 | 2025年   | 37勝27敗 | 優勝2回  |            |
| 丸亀城西   | 9回  | 1987年   | 7勝9敗   | ベスト4  | 丸亀商     |
| 坂出商     | 7回  | 1992年   | 7勝7敗   | ベスト4  |            |
| 尽誠学園   | 7回  | 2020年   | 4勝6敗   | ベスト8  |            |
| 高松       | 4回  | 2005年   | 1勝4敗   | ベスト8  | 高松中     |
| 英明       | 3回  | 2023年   | 1勝3敗   | 3回戦    |            |
| 志度       | 2回  | 1975年   | 0勝2敗   | 初戦敗退 | 志度商     |
| 観音寺総合 | 1回  | 1995年   | 5勝0敗   | 優勝1回  | 観音寺中央 |
| 高松一     | 1回  | 1949年   | 1勝1敗   | ベスト8  |            |
| 高松西     | 1回  | 1986年   | 0勝1敗   | 初戦敗退 |            |
| 丸亀       | 1回  | 2000年   | 0勝1敗   | 初戦敗退 |            |
| 三本松     | 1回  | 2005年   | 0勝1敗   | 初戦敗退 |            |
| 四学香川西 | 1回  | 2011年   | 0勝1敗   | 初戦敗退 | 香川西     |
| 小豆島中央 | 1回  | 2016年   | 0勝1敗   | 初戦敗退 | 小豆島     |